# Едирнеджик
Едирнеджѝк или Едренеджѝк (на гръцки: Αδριανή, Адриани, до 1927 година Εδερνετζίκ, Едернедзик) е село в Република Гърция, разположено на територията на дем Бук.

## География
Селото е разположено в Драмското поле на 160 m надморска височина на 5 километра източно от Драма.

## История

### Етимология
Според Йордан Н. Иванов името е от турското Edirnecik, умалително от Edirne < Одрин < Αδριανού(πολις).

### Античност и Средновековие
Северно от Едирнеджик, в южното подножие на Коджадаг (Мегаловуни) на хълма Свети Йоан (600 m) е разположена античната и средновековна крепост Свети Йоан, както и църквата „Свети Йоан“, останка от стар манастир.

### В Османската империя
Александър Синве ("Les Grecs de l’Empire Ottoman. Etude Statistique et Ethnographique"), който се основава на гръцки данни, в 1878 година пише, че в Едирнецик (Edirnetsik) живеят 240 гърци.
Църквата „Свети Николай“ е от 1884 година.
В края на XIX век Васил Кънчов минава през селото и пише, че има 100 гръцки и 180 турски къщи. Според статистиката на Кънчов („Македония. Етнография и статистика“) в началото на XX век Едренеджик има 500 жители българи християни, 450 гърци и 50 цигани.
В 1902 – 1909 година учители в Едирнеджик са Александър Целиос – секретар на революционния комитет „Аминас“ в паланката, и Александрос Лукас – член на терористичната група в Едирнеджик.
По данни на секретаря на Българската екзархия Димитър Мишев („La Macédoine et sa Population Chrétienne“) в 1905 година християнското население на Едирнеджик (Edirnedjik) се състои от 250 гърци и в селото действа основно гръцко училище с 2 учители и 40 ученици.

### В Гърция
Селото остава в Гърция след Междусъюзническата война в 1913 година. В 1927 година селото е прекръстено на Адриани.
В 1923 година по силата на Лозанския договор мюсюлманското население на Едирнеджик се изселва и на негово място са заселени 907 души гърци бежанци. В 1928 година Едирнеджик е смесено местно-бежанско село със 178 бежански семейства със 788 души.
Населението намалява поради изселване към големите градове. Произвежда се тютюн, жито и други земеделски продукти, като е развито и скотовъдството.
| Име        | Име         | Ново име     | Ново име     | Описание                                           |
| ---------- | ----------- | ------------ | ------------ | -------------------------------------------------- |
| Хасан дере | Χασὰν Ντερὲ | Рема Цанака  | Ρέμα Τσανάκα | река И от Едирнеджик, десен приток на Ксиропотамос |
| Кер гьолу  | Κερ-Γιολοῦ  | Хорафодромос | Χωραφόδρομος | местност ЮЗ от Едирнеджик                          |

| Година    | 1913 | 1920 | 1928 | 1940 | 1951 | 1961 | 1971 | 1981 | 1991 | 2001 | 2011 | 2021 |
| --------- | ---- | ---- | ---- | ---- | ---- | ---- | ---- | ---- | ---- | ---- | ---- | ---- |
| Население | 1377 | 1053 | 1741 | 2065 | 1837 | 1564 | 1076 | 1076 | 1346 | 1371 | 1080 | 853  |